# Atlas sztuki ludowej i folkloru w Polsce
Atlas Sztuki Ludowej i Folkloru w Polsce – książka autorstwa Mariana Pokropka wydana w 1978 roku nakładem Wydawnictwa Arkady.
Publikacja ta porządkuje wiedzę o dawnej kulturze ludowej w Polsce i jej współczesnym rozwoju; kataloguje najważniejsze zachowane zabytki kultury ludowej, twórców sztuki ludowej i odtwórców folkloru. Atlas... zawiera ponad 4 tysiące haseł z dziedziny budownictwa wiejskiego drewnianego, sztuki ludowej, folkloru słowno-muzycznego i muzealnictwa etnograficznego (w tym 2,5 tysiąca haseł poświęconych miejscowościom). Obok katalogu zamieszczony jest wykaz literatury, liczne fotografie i mapy. Opiniodawcami publikacji byli prof. dr Anna Kutrzeba-Pojnarowa i prof. dr Ksawery Piwocki. Nakład 25 250 egz.
Atlas Sztuki Ludowej i Folkloru w Polsce został przetłumaczony na język angielski, niemiecki i francuski.

## Ocena
Aleksander Jackowski w recenzji publikacji poddał krytyce dobór prezentowanych zespołów ludowych (dominacja przypadków zinstytucjonalizowanych, które stylizowały folklor, kosztem autentycznych kapel), nieuwzględnienie nazwisk kilkunastu nieprzeciętnych artystów, czy też uproszczenia i brak precyzji przy przytaczaniu informacji o rzeźbie, malarstwie, grafice czy wycinankach. Ponadto recenzent zwrócił uwagę na niejasne kryteria przy doborze i przedstawianiu sylwetek poszczególnych twórców, przypadkowość i niedokładność przytaczanych informacji.